# Endoskopi

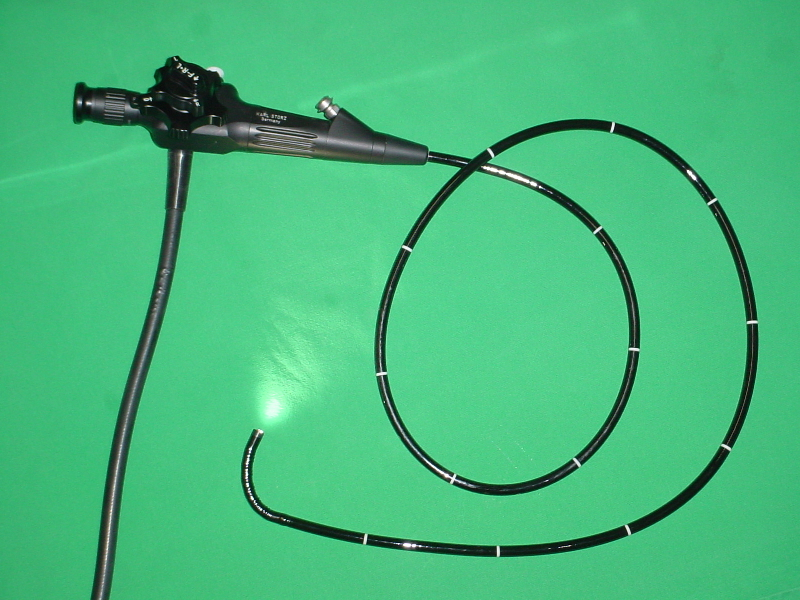
Flexibelt endoskop

Endoskopi är en typ av medicinsk undersökning, eller kirurgi som innebär att man tittar in i kroppen med hjälp av ett endoskop som förs in till det ställe man vill undersöka. Endoskopet har en lampa och kamera, och eventuellt redskap, i änden, och man får sedan bilder på en bildskärm.
Inte sällan används termen endoskopi slarvigt då man egentligen syftar på gastroskopi.